# سوزان چیرا
سوزان چیرا (انگلیسی: Susan Chira؛ زادهٔ ۱۸ مهٔ ۱۹۵۸) روزنامه‌نگار اهل ایالات متحده آمریکا است.